# Chaptalia
Chaptalia es un género con 69 especies de plantas con flores pertenecientes a la familia de las asteráceas. Las especies están distribuidas desde el sur de los Estados Unidos hasta Argentina y Chile.
 Usos medicinales Chaptalia.

## Descripción
Son hierbas perennes, acaulescentes. Hojas arrosetadas, lanceoladas a runcinadas, márgenes enteros, dentados o lobados, la haz glabrescente a glabra, el envés lanoso-tomentoso. Capitulescencias solitarias, escapíferas, pedúnculos lanoso-tomentosos, bracteolados o sin bractéolas; capítulos inconspicuamente radiados; involucros turbinados o campanulados; filarias en numerosas series, imbricadas; receptáculos planos, foveolados; flósculos trimorfos (ocasionalmente solo dimorfos); flósculos marginales en 1 a varias series, pistilados, las corolas liguladas, con 3-hendidas, con o sin 1–2 lobos internos; flósculos intermedios (cuando presentes) pistilados, la corola tubular, subligulada, más corta que el estilo; flósculos internos perfectos, tubulares, bilabiados, el labio exterior 3-hendido, el labio interior 2-hendido. Aquenios cilíndricos a fusiformes, rostrados o sin rostro, (4–) 5 (–11)-acostillados; vilano (en Nicaragua) de cerdas capilares fusionadas en la base.

## Taxonomía
El género fue descrito por Étienne Pierre Ventenat y publicado en Description des Plantes Nouvelles . . . Jardin de J. M. Cels sub t. 61. 1802. La especie tipo es: Chaptalia tomentosa Vent.

## Especies aceptadas
A continuación se brinda un listado de las especies del género Chaptalia aceptadas hasta julio de 2012, ordenadas alfabéticamente. Para cada una se indica el nombre binomial seguido del autor, abreviado según las convenciones y usos.
- Chaptalia albicans (Sw.) Vent. ex B.D.Jacks.
- Chaptalia angustata Urb.
- Chaptalia anisobasis S.F.Blake
- Chaptalia araneosa Casar.
- Chaptalia arechavaletae Arechav.
- Chaptalia azuensis Urb. & Ekman
- Chaptalia callacallensis Cuatrec.
- Chaptalia chapadensis D.J.N.Hind
- Chaptalia cipoensis Roque
- Chaptalia comptonioides Britton & P.Wilson
- Chaptalia cordata Hieron.
- Chaptalia cordifolia (Baker) Cabrera
- Chaptalia crassiuscula Urb.
- Chaptalia crispata Urb. & Ekman
- Chaptalia dentata (L.) Cass.
- Chaptalia denticellata Urb. & Ekman
- Chaptalia denticulata (Baker) Zardini
- Chaptalia diversifolia Greene
- Chaptalia dolichopoda Urb. & Ekman
- Chaptalia eggersii Urb.
- Chaptalia ekmanii Urb.
- Chaptalia erosa Greene
- Chaptalia estribensis G.L.Nesom
- Chaptalia exscapa (Pers.) Baker
- Chaptalia flavicans Urb. & Ekman
- Chaptalia graminifolia (Dusén ex Dusén) Cabrera
- Chaptalia hermogenis M.D.Moraes
- Chaptalia hidalgoensis L.Cabrera & G.L.Nesom
- Chaptalia hintonii Bullock
- Chaptalia hololeuca Greene
- Chaptalia ignota Burkart
- Chaptalia incana Cuatrec.
- Chaptalia integerrima (Vell.) Burkart
- Chaptalia isernina Cuatrec.
- Chaptalia latipes Urb. & Ekman
- Chaptalia leptophylla Urb.
- Chaptalia lyratifolia Burkart
- Chaptalia madrensis G.L.Nesom
- Chaptalia malcabalensis Cuatrec.
- Chaptalia mandonii (Sch.Bip.) Sch.Bip. ex Burkart
- Chaptalia martii (Baker) Zardini
- Chaptalia media (Griseb.) Urb.
- Chaptalia membranacea Urb.
- Chaptalia meridensis S.F.Blake
- Chaptalia modesta Burkart
- Chaptalia montana Britton
- Chaptalia mornicola Urb. & Ekman
- Chaptalia nipensis Urb.
- Chaptalia nutans L. & Polar + Véase nombre común
- Chaptalia oblonga D.Don
- Chaptalia paramensis Cuatrec.
- Chaptalia piloselloides (Vahl) Baker
- Chaptalia pringlei Greene
- Chaptalia pumila (Sw.) Urb.
- Chaptalia rocana Britton & P.Wilson
- Chaptalia rotundifolia D.Don
- Chaptalia runcinata Kunth
- Chaptalia shaferi Britton & P.Wilson
- Chaptalia similis R.E.Fr.
- Chaptalia sinuata (Less.) Vent. ex Steud.
- Chaptalia spathulata (D.Don) Hemsl.
- Chaptalia stenocephala (Griseb.) Urb.
- Chaptalia stuebelii Hieron.
- Chaptalia texana Greene
- Chaptalia tomentosa Vent.
- Chaptalia transiliens G.L.Nesom
- Chaptalia turquinensis Borhidi & O.Muñiz
- Chaptalia undulata Urb. & Ekman
- Chaptalia vegaensis Urb. & Ekman

## Nombres comunes
- Chaptalia nutans (=Tussilago nutans L.,[5][6] =Tussilago lyrata Pers,[5] =Tussilago vaccina Vell.,[5] =Leria nutans (L.) DC.,[6][5] =Leria lyrata Cass.,[5] =Gerbera nutans (L.) Schul.-Bip.,[5] =Thyrsanthema nutans (L.) Kuntze,[5] =Thyrsanthema ebracteata Kuntze,[5] =Chaptalia subcordata Greene,[5] =Chaptalia majuscula Greene[5]) es la "chaptalia"[6][5] que es el nombre patrón propuesto por Petetín en 1984,[7] también "burro caá",[6][5] "cerraja",[6][5] "peludilla",[6][5] "pelusa",[6][5] "achicoria".[5] En Paraguay conocida con otro nombre.